# سيمون هولت
سيمون هولت (بالإنجليزية: Simon Holt)‏ هو ملحن بريطاني، ولد في 21 فبراير 1958 في بولتن في المملكة المتحدة.

## وصلات خارجية
- سيمون هولت على موقع IMDb (الإنجليزية)
- سيمون هولت على موقع ميوزك برينز (الإنجليزية)
- سيمون هولت على موقع ديسكوغز (الإنجليزية)